# Leschères-sur-le-Blaiseron
Leschères-sur-le-Blaiseron är en kommun i departementet Haute-Marne i regionen Grand Est (tidigare regionen Champagne-Ardenne) i nordöstra Frankrike. Kommunen ligger i kantonen Doulevant-le-Château som tillhör arrondissementet Saint-Dizier. År 2022 hade Leschères-sur-le-Blaiseron 88 invånare.

## Befolkningsutveckling
Antalet invånare i kommunen Leschères-sur-le-Blaiseron
| Referens: INSEE |